# Füzérradvány
Füzérradvány község Borsod-Abaúj-Zemplén vármegyében, a Sátoraljaújhelyi járásban.

## Fekvése
Miskolctól közúton 89 kilométerre északkeletre, Sátoraljaújhelytől mintegy 20 kilométerre található. A településhez legközelebb eső város a mindössze 2 kilométerre fekvő Pálháza; a környező települések közül Filkeháza 4, Bózsva 5 kilométerre található. Füzérradvány közúton csak Pálházán át közelíthető meg.

## Története
Füzérradvány (Radvány) nevét 1262-ben említették először az oklevelekben Rodowan alakban írva. Radvány a pataki erdőispánsághoz tartozó királyi uradalom központja volt.
A radványi uradalom a Sárospatak feletti Makkoshotyka (Makramál) felett kezdődött a Radvány-hegy és Radvány-pataknál és Gönctől a mai Füzérradvány faluig terjedt, mint ez a füzéri uradalom 1270. évi határjárásából is látható.
1280 előtti oklevél szerint IV. László magyar király Baksa nemzetségbeli Simon fia Tamásnak adta a pataki ispánsághoz tartozó erdőóvók Radvány nevű földjét, és valószínűleg 1321-ben kerülhetett vissza Károly Róbert királyhoz, amikor Tamás fiai a pataki uradalommal együtt megkapták Borostyán várát és uradalmát. A 15. századtól a Füzéry család birtokában volt.
A pápai tizedjegyzék szerint Radvány papja 1332–33-ban 3 garas, 1334-ben 2 garas, 1335-ben 3 garas pápai tizedet fizetett.
Az 1910-es népszámláláskor Füzérradványnak 653 lakosa volt, ebből 637 magyar, 8 szlovák, vallási megoszlásuk: 333 római katolikus, 61 görögkatolikus, 240 református.
A 20. század elején a település Abaúj-Torna vármegye Füzéri járásához tartozott.
A török időkben lakossága nagymértékben megritkult, a 17. században a Károlyiak birtokába került, akik szlovákokkal és németekkel telepítették be. A Füzéry és a Bagossy család is rendelkezett itt birtokrésszel még a 19. században is.

## Közélete

### Polgármesterei
- 1990–1994: Czilli Mátyás (független)[6]
- 1994–1998: Czili Mátyás (független)[7]
- 1998–2002: Czili Mátyás (független)[8]
- 2002–2006: Czili Mátyás (független)[9]
- 2006–2010: Czili Mátyás (független)[10]
- 2010–2014: Pandák Pál (független)[11]
- 2014–2019: Pandák Pál (független)[12]
- 2019–2023: Kiss Nándor Attila (független)[13]
- 2024– : Kiss Nándor Attila (Fidesz-KDNP)[3]

A településen 2023. július 23-án időközi polgármester-választást – és képviselő-testületi választást – kellett volna tartani, az előző képviselő-testület néhány hónappal korábban kimondott feloszlása miatt, ám ezt a választást egy időközben bekövetkezett jogszabályváltozás miatt már nem lehetett megtartani.

## Népesség
A település népességének változása:
| Lakosok száma | 304  | 295  | 284  | 258  | 276  | 295  | 290  |
|               | 2013 | 2014 | 2015 | 2021 | 2022 | 2023 | 2024 |

2001-ben a település lakosságának 88%-a magyar, 12%-a cigány nemzetiségűnek vallotta magát.
A 2011-es népszámlálás során a lakosok 98,8%-a magyarnak, 32% cigánynak, 0,3% örménynek, 0,6% szlováknak mondta magát (0,9% nem válaszolt; a kettős identitások miatt a végösszeg nagyobb lehet 100%-nál). A vallási megoszlás a következő volt: római katolikus 54,9%, református 21%, görögkatolikus 9,8%, felekezeten kívüli 3% (9,8% nem válaszolt).
2022-ben a lakosság 94,6%-a vallotta magát magyarnak, 3,3% cigánynak, 1,4% szlováknak, 1,4% egyéb, nem hazai nemzetiségűnek (5,4% nem nyilatkozott; a kettős identitások miatt a végösszeg nagyobb lehet 100%-nál). Vallásuk szerint 30,1% volt római katolikus, 13% református, 6,9% görög katolikus, 2,2% egyéb keresztény, 0,4% evangélikus,1,8% felekezeten kívüli (45,7% nem válaszolt).

## Nevezetességei
- Károlyi-kastély – a 16. századi eredetű kastélyt Ybl Miklós tervei alapján építették át romantikus-eklektikus stílusban 1860 és 1870 között[19]
- Arborétum a kastélykertben – a park 1975 óta természetvédelmi terület és arborétum[20]
- Pincesor
- Art Galéria Archiválva 2016. augusztus 8-i dátummal a Wayback Machine-ben

## Képgaléria

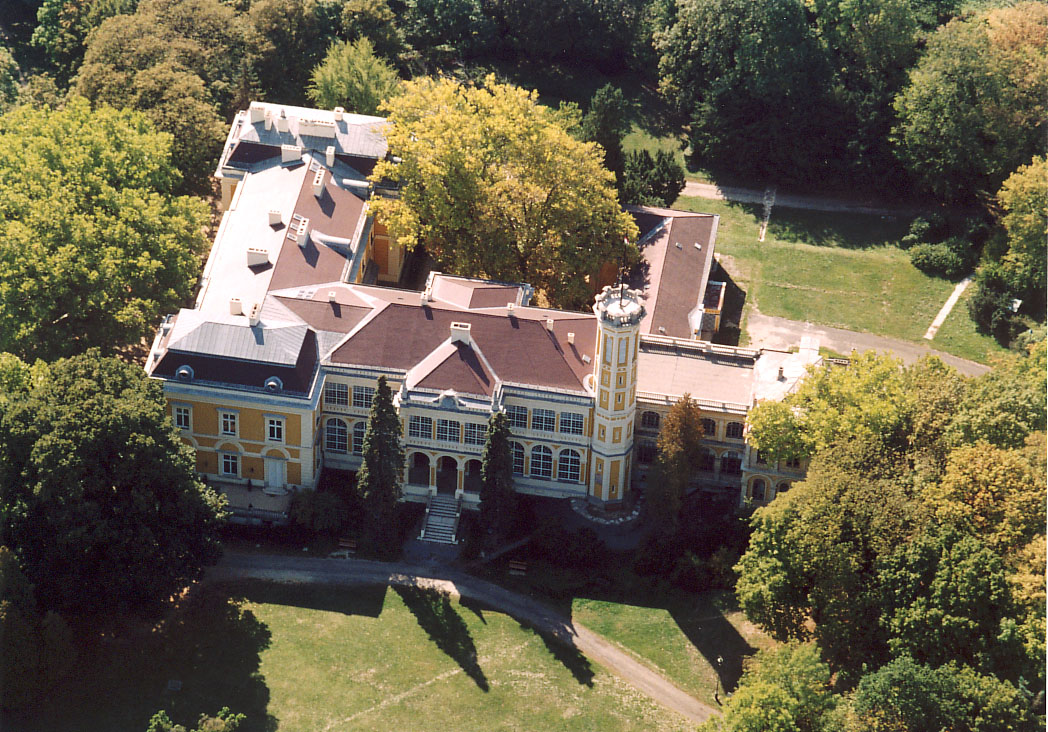
A Károlyi-kastély
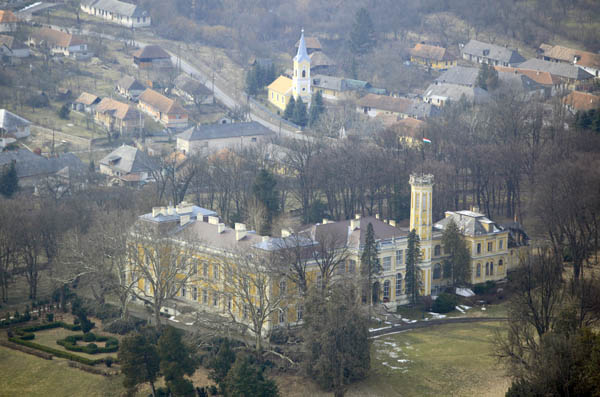
Légi felvétel a kastélyról
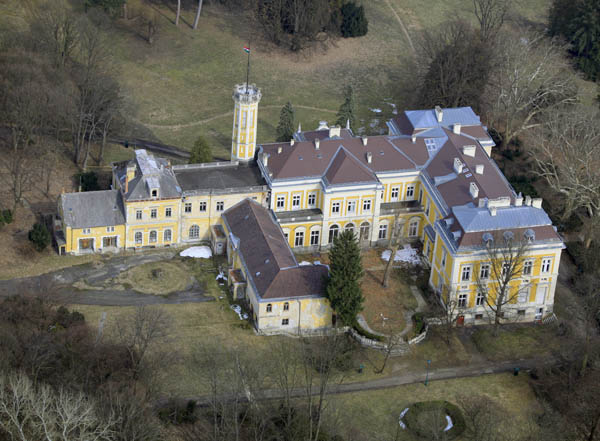
Légi felvétel a kastélyról
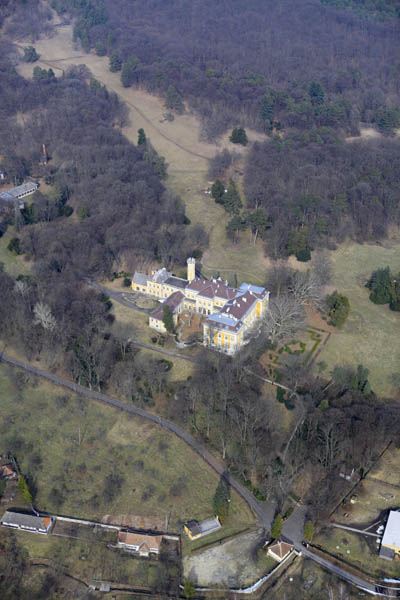
Légi felvétel a kastélyról
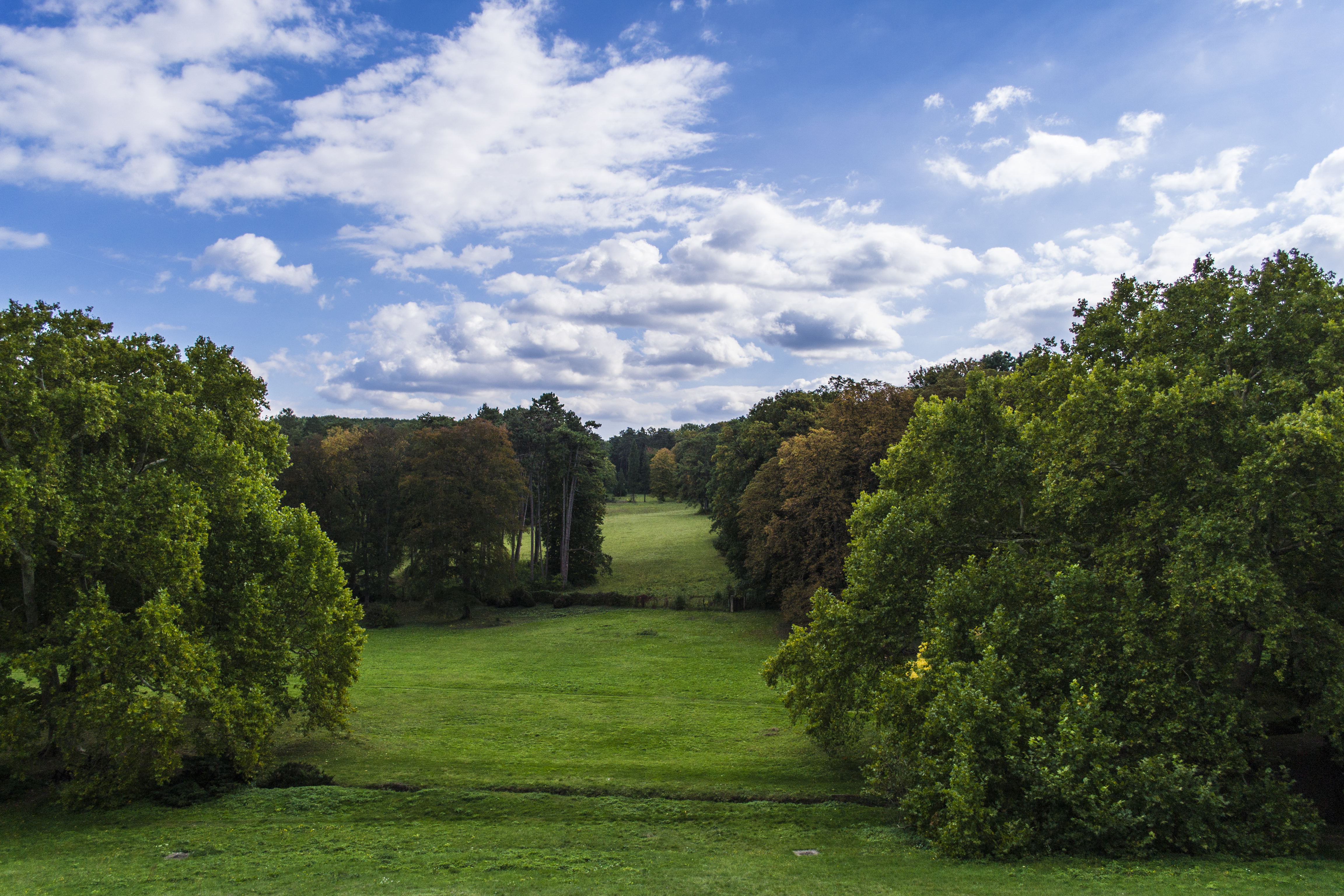
A kastély parkja
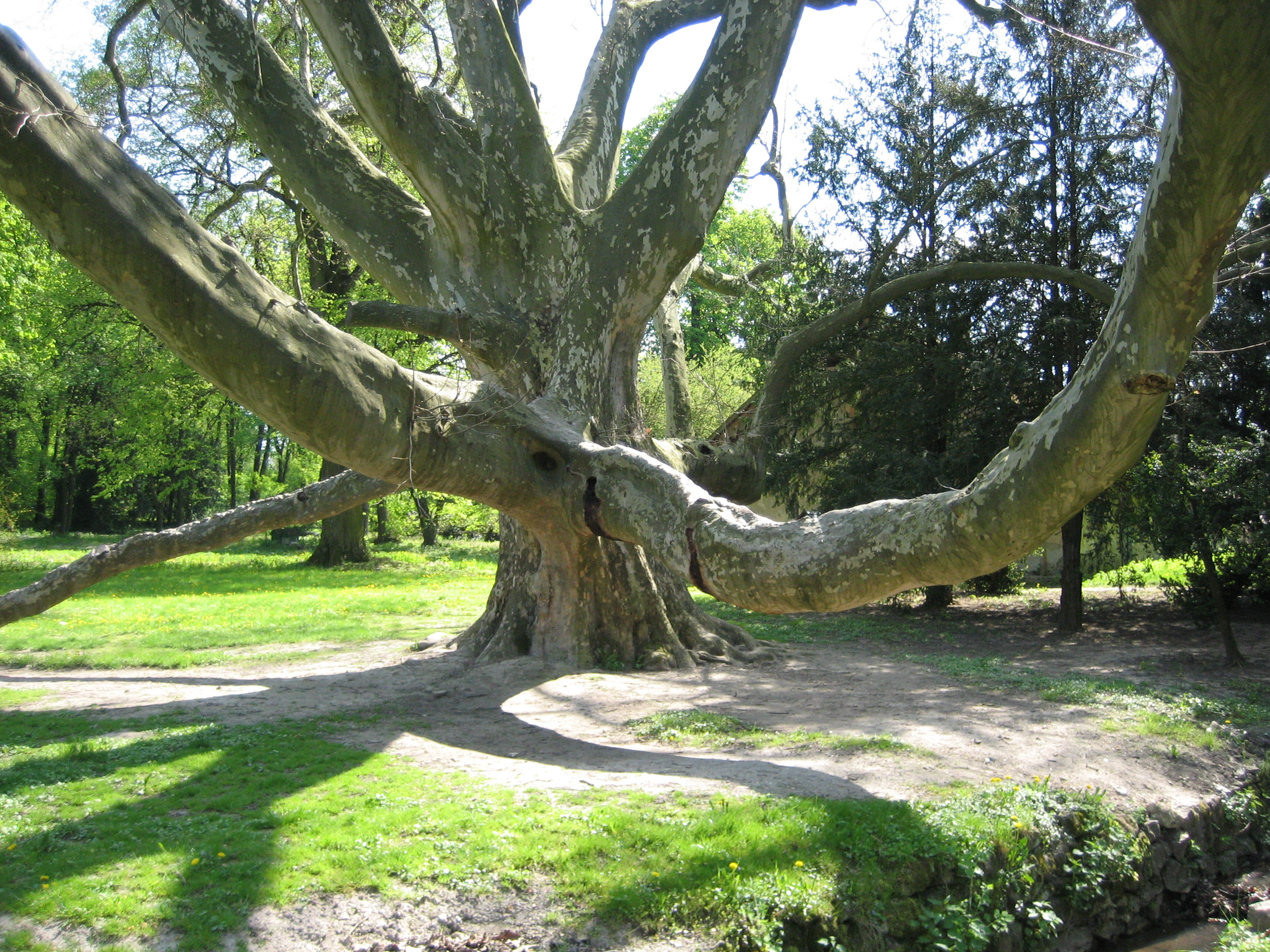
A parkban álló idős juharlevelű platán
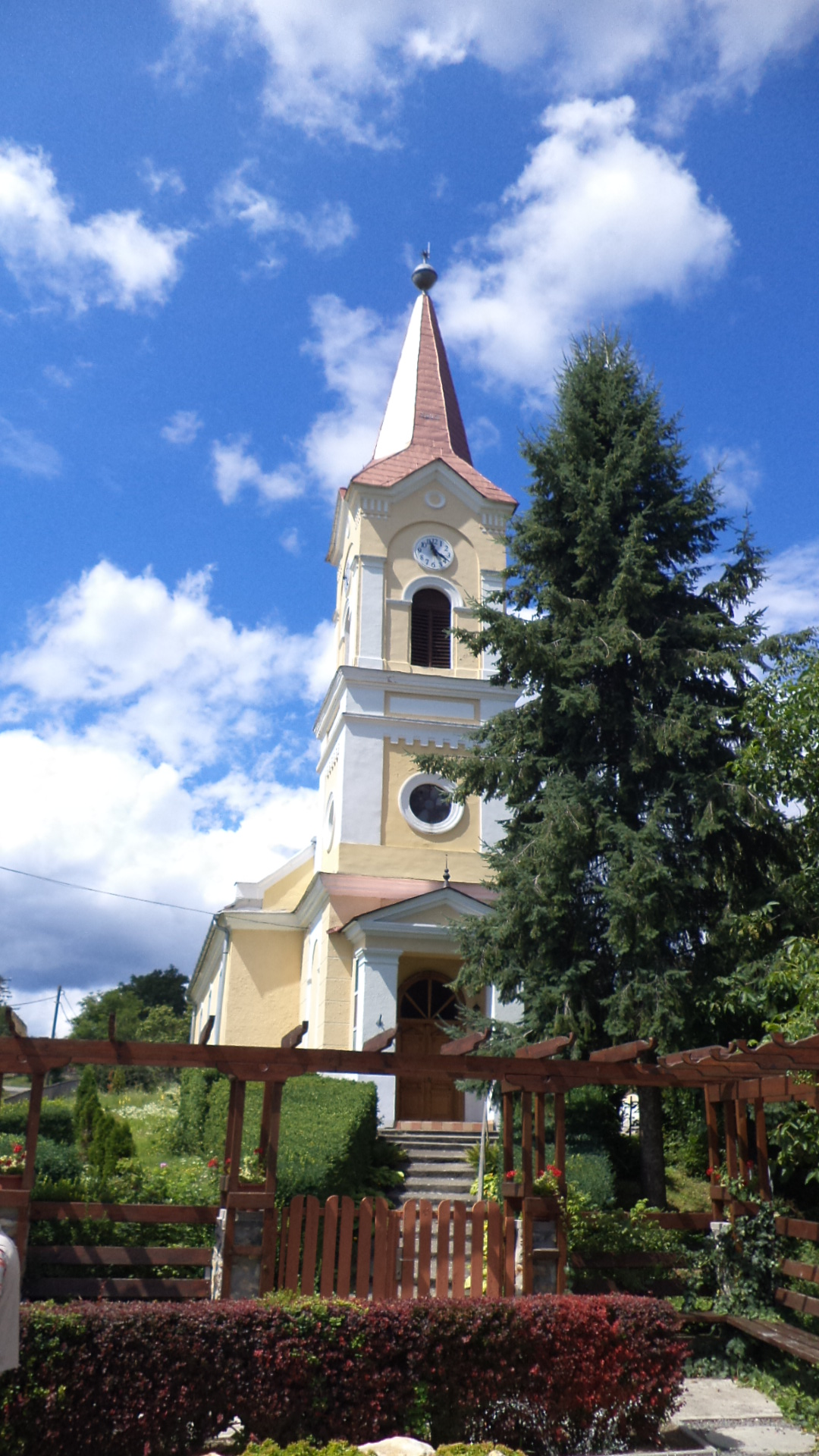
A református templom
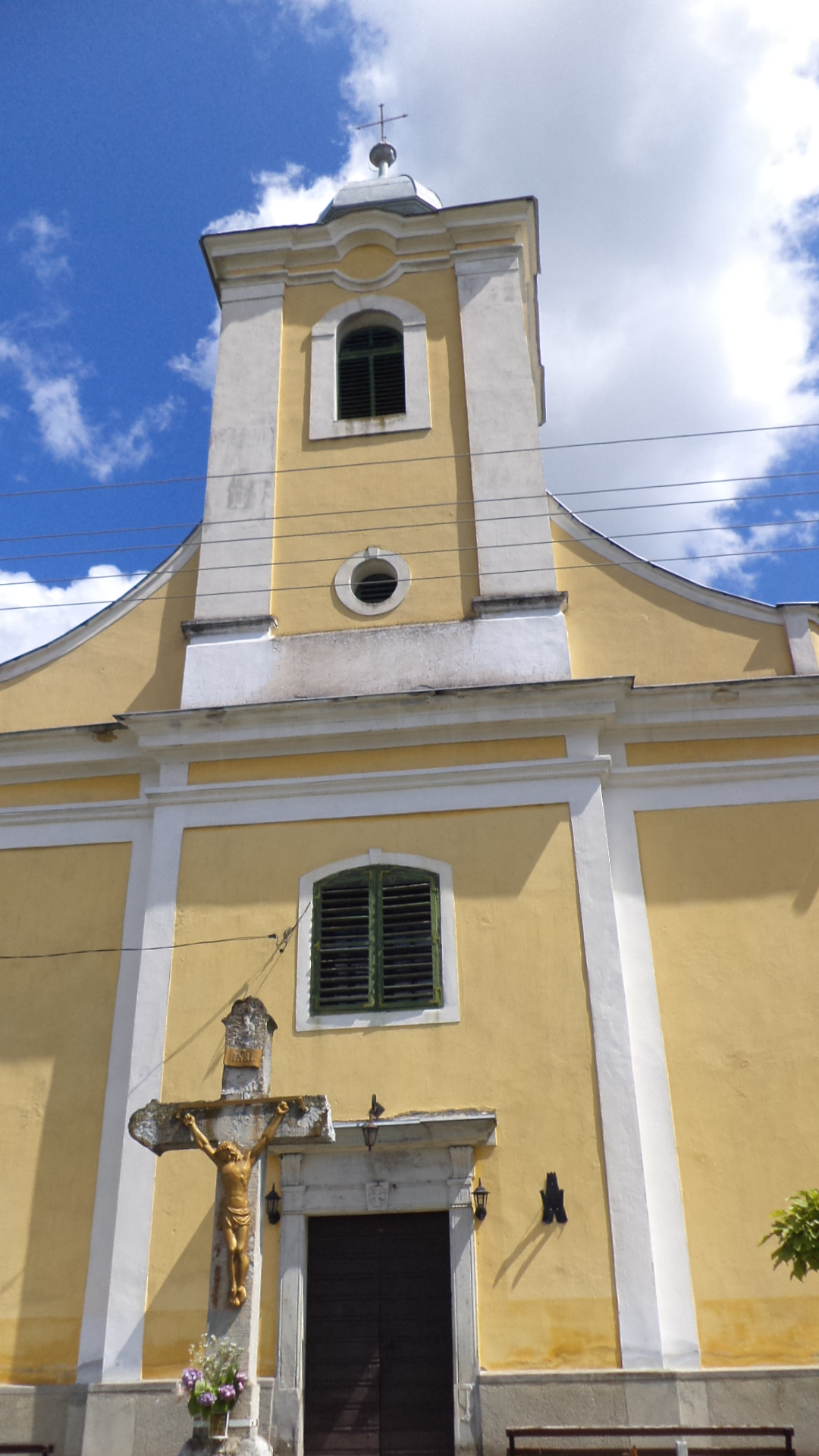
A Szent Eduárd római katolikus templom